# 19-я авиационная дивизия
19-я авиационная дивизия (19-я ад) — воинское соединение Вооружённых Сил СССР в Великой Отечественной войне.

## История наименований
Дивизия именовалась как:
- 19-я авиационная дивизия
- 19-я смешанная авиационная дивизия
- 19-я бомбардировочная авиационная дивизия

## История
Дивизия была сформирована в 1940 году в составе ВВС Киевского особого военного округа как 19-я бомбардировочная авиационная дивизия со штабом в Белой Церкви.
С начала войны действует на Юго-Западном фронте в составе ВВС 12-й армии, участвует в Приграничном сражении и Киевской оборонительной операции. Части дивизии поддерживали наземные войска западнее города Станислав и на уманском направлении, уничтожая танки, мотомеханизированные части и живую силу противника в районах Сокаль, Крыстынополь, Берестечко, Дубно, Ровно, Шепетовка, Бердичев. С переходом на ночную работу части дивизии уничтожали самолёты на аэродромах Житомир, Скоморохи, Бердичев, Белая Церковь, Узин, Городище, Кировоград, наносили бомбовые удары по скоплениям вражеских войск в районах Канев, Кременчуг, Черкассы, Окуниново.
20 февраля 1942 года обращена на формирование Управления ВВС 40-й армии.

## В действующей армии
В составе действующей армии:
- с 22 июня 1941 года по 20 февраля 1942 года.

## Состав дивизии
На 22 июня 1941 года
Управление — Белая Церковь
33-й скоростной бомбардировочный авиационный полк — Белая Церковь, Городище
136-й ближнебомбардировочный авиационный полк — Бердичев, Нехворощь
138-й скоростной бомбардировочный авиационный полк — Узин, Житные Горы
В разное время
- 33-й скоростной бомбардировочный авиационный полк (22 июня 1941 года — октябрь 1941 года — ?)[1]
- 136-й ближний бомбардировочный авиационный полк (22 июня 1941 года — ноябрь 1941 года — ?)[1]
- 138-й скоростной бомбардировочный авиационный полк (1940 — 13.07.1941 г.)[1]
- 43-й истребительный авиационный полк (18 сентября 1941 года — 24 октября 1941 года)[1]
- 146-й истребительный авиационный полк (с конца сентября 1941 года — 10 октября 1941 года)[1]
- 719-й ночной бомбардировочный авиационный полк[1]
- 252-й истребительный авиационный полк[4] (с 01.10.1941 г. по 10.01.1942 г.)

## Участие в сражениях и битвах
- Приграничные сражения — с 22 июня 1941 года по 29 июня 1941 года
- Киевская оборонительная операция — с 7 июля 1941 года по 26 сентября 1941 года
- Сумско-Харьковская оборонительная операция — с 30 сентября 1941 года по 30 ноября 1941 года.

## Командный состав дивизии

### Командиры дивизии
- полковник, с 9 ноября 1941 года генерал-майор авиации Богородецкий Александр Константинович[2] — 9 сентября 1940 года — 24 ноября 1941 года.[1]
- полковник Фёдор Степанович Пушкарёв[2] — 10 декабря 1941 года — 10 февраля 1942 года.

### Заместитель командира дивизии
- полковник Макаров Александр Фёдорович

## Отличившиеся воины
- Капитонов Василий Ефимович, старший сержант, воздушный стрелок-радист 33-го ближнего бомбардировочного авиационного полка 19-й авиационной дивизии Военно-Воздушных Сил Юго-Западного Фронта Указом Президиума Верховного Совета СССР от 27 марта 1942 года удостоен звания Герой Советского Союза. Золотая Звезда № 640.
- Скляров Иван Андреевич, лейтенант, лётчик 33-го ближнего бомбардировочного авиационного полка 19-й авиационной дивизии Военно-Воздушных Сил Юго-Западного Фронта Указом Президиума Верховного Совета СССР от 27 марта 1942 года удостоен звания Герой Советского Союза. Золотая Звезда № 639.